# Skate America de 2014
El Hilton Honors Skate America de 2014 fue una competición internacional de patinaje artístico sobre hielo de la temporada de 2014/15. Fue el primero de los seis eventos del Grand Prix de la temporada, una serie de competiciones sénior solo accesibles mediante invitación. La edición de 2014 tuvo lugar en el Sears Centre en Hoffman Estates, Illinois entre el 24 y el 26 de octubre. Además de recibir premios en las disciplinas de patinaje masculino, femenino, parejas y danza sobre hielo, los patinadores también obtuvieron puntos para clasificarse para la final del Grand Prix.

## Resultados

### Patinaje individual masculino
| Clasificación | Nombre                     | País           | Total  | Programa corto | Programa corto | Programa libre | Programa libre |
| ------------- | -------------------------- | -------------- | ------ | -------------- | -------------- | -------------- | -------------- |
| 1             | Tatsuki Machida            | Japón          | 269,09 | 1              | 93,39          | 1              | 175,70         |
| 2             | Jason Brown                | Estados Unidos | 234,17 | 3              | 79,75          | 3              | 154,42         |
| 3             | Nam Nguyen                 | Canadá         | 232,24 | 7              | 73,71          | 2              | 158,53         |
| 4             | Denis Ten                  | Kazajistán     | 224,74 | 4              | 77,18          | 4              | 147,56         |
| 5             | Jeremy Abbott              | Estados Unidos | 219,33 | 2              | 81,82          | 6              | 137,51         |
| 6             | Adian Pitkeyev             | Rusia          | 212,07 | 5              | 76,13          | 7              | 135,94         |
| 7             | Chafik Besseghier          | Francia        | 208,70 | 8              | 73,57          | 8              | 135,13         |
| 8             | Douglas Razzano            | Estados Unidos | 204,48 | 10             | 66,23          | 5              | 138,25         |
| 9             | Artur Gachinski            | Rusia          | 200,13 | 6              | 75,71          | 10             | 124,42         |
| 10            | Michael Christian Martinez | Filipinas      | 197,58 | 9              | 72,81          | 9              | 124,77         |
| 11            | Alexei Bychenko            | Israel         | 185,98 | 11             | 64,54          | 12             | 121,44         |
| 12            | Jorik Hendrickx            | Bélgica        | 177,43 | 12             | 55,99          | 11             | 121,44         |

### Patinaje individual femenino
| Clasificación | Nombre                  | País           | Total  | Programa corto | Programa corto | Programa libre | Programa libre |
| ------------- | ----------------------- | -------------- | ------ | -------------- | -------------- | -------------- | -------------- |
| 1             | Yelena Radiónova        | Rusia          | 195,47 | 2              | 65,57          | 1              | 129,90         |
| 2             | Yelizaveta Tuktamysheva | Rusia          | 189,62 | 1              | 67,41          | 2              | 122,21         |
| 3             | Gracie Gold             | Estados Unidos | 179,38 | 3              | 60,81          | 3              | 118,57         |
| 4             | Samantha Cesario        | Estados Unidos | 174,58 | 4              | 58,96          | 4              | 115,62         |
| 5             | Park So-youn            | Corea del Sur  | 170,43 | 5              | 55,74          | 5              | 114,69         |
| 6             | Mirai Nagasu            | Estados Unidos | 158,21 | 10             | 49,29          | 6              | 108,92         |
| 7             | Elene Gedevanishvili    | Georgia        | 158,10 | 6              | 55,39          | 9              | 102,71         |
| 8             | Haruka Imai             | Japón          | 157,97 | 8              | 53,79          | 7              | 104,18         |
| 9             | Maé-Bérénice Méité      | Francia        | 152,71 | 7              | 53,98          | 10             | 98,73          |
| 10            | Brooklee Han            | Australia      | 150,37 | 11             | 47,38          | 8              | 102,99         |
| 11            | Natalia Popova          | Ucrania        | 148,15 | 9              | 50,70          | 11             | 97,45          |

### Patinaje en parejas
| Clasificación | Nombre                             | País           | Total  | Programa corto | Programa corto | Programa libre | Programa libre |
| ------------- | ---------------------------------- | -------------- | ------ | -------------- | -------------- | -------------- | -------------- |
| 1             | Yuko Kavaguti / Aleksandr Smirnov  | Rusia          | 209,16 | 1              | 69,16          | 1              | 140,00         |
| 2             | Haven Denney / Brandon Frazier     | Estados Unidos | 183,84 | 3              | 61,08          | 2              | 122,76         |
| 3             | Peng Cheng / Zhang Hao             | China          | 182,43 | 2              | 62,38          | 3              | 120,05         |
| 4             | Alexa Scimeca / Chris Knierim      | Estados Unidos | 168,62 | 4              | 60,61          | 4              | 108,01         |
| 5             | Madeline Aaron / Max Settlage      | Estados Unidos | 160,04 | 5              | 58,41          | 5              | 101,63         |
| 6             | Vanessa Grenier / Maxime Deschamps | Canadá         | 143,59 | 6              | 51,13          | 6              | 92,46          |
| 7             | Annabelle Prölß / Ruben Blommaert  | Alemania       | 136,35 | 7              | 48,87          | 8              | 87,48          |
| 8             | Miriam Ziegler / Severin Kiefer    | Austria        | 135,83 | 8              | 45,27          | 7              | 90,56          |

### Danza sobre hielo
| Clasificación | Nombre                                        | País           | Total  | Danza corta | Danza corta | Danza libre | Danza libre |
| ------------- | --------------------------------------------- | -------------- | ------ | ----------- | ----------- | ----------- | ----------- |
| 1             | Madison Chock / Evan Bates                    | Estados Unidos | 171,03 | 1           | 68,96       | 1           | 102,07      |
| 2             | Maia Shibutani / Alex Shibutani               | Estados Unidos | 160,33 | 2           | 64,14       | 2           | 96,19       |
| 3             | Aleksandra Stepanova / Ivan Bukin             | Rusia          | 143,87 | 3           | 56,37       | 3           | 87,50       |
| 4             | Élisabeth Paradis / François-Xavier Ouellette | Canadá         | 137,30 | 8           | 52,11       | 4           | 85,19       |
| 5             | Anastasia Cannuscio / Colin McManus           | Estados Unidos | 135,61 | 5           | 55,14       | 6           | 80,47       |
| 6             | Charlène Guignard / Marco Fabbri              | Italia         | 135,50 | 7           | 54,18       | 5           | 81,32       |
| 7             | Federica Testa / Lukáš Csölley                | Eslovaquia     | 131,72 | 4           | 55,63       | 7           | 76,09       |
| 8             | Nicole Orford / Thomas Williams               | Canadá         | 128,88 | 6           | 55,10       | 8           | 73,78       |